# Talsperre Penha Garcia
Die Talsperre Penha Garcia (portugiesisch Barragem de Penha Garcia) liegt in der Region Mitte Portugals im Distrikt Castelo Branco. Sie staut den Pônsul, einen rechten (nördlichen) Nebenfluss des Tejo zu einem Stausee (port. Albufeira da Barragem de Penha Garcia) auf. Die namensgebende Gemeinde Penha Garcia liegt ungefähr 200 m südlich der Talsperre.
Mit dem Projekt zur Errichtung der Talsperre wurde im Jahre 1975 begonnen. Der Bau wurde 1979 fertiggestellt. Die Talsperre dient neben der Trinkwasserversorgung auch der Bewässerung. Sie ist im Besitz der C. M. Idanha-a-Nova.

## Absperrbauwerk
Das Absperrbauwerk ist eine Gewichtsstaumauer aus Beton mit einer Höhe von 25 m über der Gründungssohle (21,5 m über dem Flussbett). Die Mauerkrone liegt auf einer Höhe von 519 m über dem Meeresspiegel. Die Länge der Mauerkrone beträgt 112 m und ihre Breite 2 m. Das Volumen des Bauwerks beträgt 14.000 m³.
Die Staumauer verfügt sowohl über einen Grundablass als auch über eine Hochwasserentlastung. Über den Grundablass können maximal 1,7 m³/s abgeleitet werden, über die Hochwasserentlastung maximal 47 m³/s. Das Bemessungshochwasser liegt bei 110 m³/s; die Wahrscheinlichkeit für das Auftreten dieses Ereignisses wurde mit einmal in 500 Jahren bestimmt.

## Stausee
Beim normalen Stauziel von 516 m (maximal 517,65 m bei Hochwasser) erstreckt sich der Stausee über eine Fläche von rund 0,204 km² und fasst 1,070 Mio. m³ Wasser – davon können 1,001 Mio. m³ genutzt werden. Das minimale Stauziel liegt bei 506 m.